# Obrona Boulogne (1940)
Obrona Boulogne lub pierwsza bitwa o Boulogne – starcie zbrojne stoczone w portowym mieście Boulogne-sur-Mer przez wojska francuskie, brytyjskie i belgijskie przeciwko atakującym oddziałom niemieckim w czasie kampanii francuskiej podczas II wojny światowej. Bitwa toczyła się w tym samym czasie, co obrona Calais, tuż przed operacją Dynamo, ewakuacją Brytyjskich Sił Ekspedycyjnych (BEF) z Dunkierki.
Po francusko-brytyjskim kontrataku w bitwie pod Arras 21 maja niemieckie jednostki zostały wstrzymane w celu ich przeciwstawienia się ewentualnym, kolejnym kontratakom 22 maja. Gen. por. Heinz Guderian, dowódca XIX Korpusu Armijnego, zaprotestował, proponując, że chce ruszać na północ wzdłuż wybrzeża kanału La Manche, aby zająć Boulogne, Calais i Dunkierkę. Na atak elementów XIX Korpusu wydano jednak zgodę dopiero o godzinie 12:40 22 maja, kiedy to wojska alianckie w Boulogne zostały wzmocnione przez większość 20 Brygady Gwardii przysłanej z Anglii.
Gwardziści zdążyli okopać się dookoła portu, zanim 2 Dywizja Pancerna, opóźniona przez francuskie wojska pod Samer, zaatakowała pozycje obronne obsadzone przez Gwardię Irlandzką około godziny 17:00 i wyparła przeciwnika po godzinie walki. Pozycje Gwardii Walijskiej zostały zaatakowane o godzinie 20:00 i ponownie o zmroku, odcinając część ich oddziałów o 22:00. O świcie 23 maja niemieckie ataki zostały wznowione, ostatecznie spychając obrońców z powrotem do miasta. Około 80 lekkich bombowców Royal Air Force wykonywało loty bojowe w celu wsparcia obrońców portu.
Okręty Royal Navy wpływały do portu i wypływały z niego; francuskie i brytyjskie niszczyciele ostrzeliwały pozycje niemieckie, gdy ranni i personel nieuzbrojony zostali ewakuowani drogą morską do Anglii. Po południu 23 maja Luftwaffe zbombardowało port, lecz jej samoloty zostały przechwycone przez myśliwce RAF-u. O 18:30 20 Brygadzie Gwardii nakazano ponowne wejście na pokład okrętów; brytyjska artyleria okrętowa walczyła z niemieckimi czołgami i artylerią, aby móc po raz ostatni wejść do portu. Nie udało się skontaktować z francuskimi obrońcami w dolnej części miasta i dopiero nad ranem 24 maja dowódca francuskiego garnizonu, gen. Pierre Louis Félix Lanquetot, zdał sobie sprawę z tego, że Brytyjczycy odeszli.
Francuzi i pozostałe w mieście oddziały brytyjskie wytrzymały do 25 maja, po czym poddały się. Guderian napisał, że zatrzymanie znacznych sił niemieckich w celu ochrony przed domniemanymi kontratakami aliantów zniweczyły możliwość szybkiego zajęcia portów pod kanałem La Manche i zniszczenia sił alianckich w północnej Francji i Belgii. Atak na Dunkierkę rozpoczął się 23 maja, lecz następnego dnia został zatrzymany aż do 27 maja; Dunkierka została zdobyta dopiero 4 czerwca, kiedy to większość BEF oraz wielu żołnierzy francuskich i belgijskich zostało ewakuowanych.

## Tło sytuacyjne

### Boulogne

Mapa Côte d’Opale

Boulogne-sur-Mer, Calais, Dunkierka i Dieppe to porty po francuskiej stronie najwęższej części kanału La Manche. Boulogne leży u ujścia szybko płynącej rzeki Liane, która przechodzi przez miejscową dolinę. Port znajduje się na równym terenie po obu stronach rzeki, jest gęsto zabudowany i połączony stromymi drogami z Haute Ville (starym miastem lub cytadelą). Pofałdowane wzgórza wokół miasta umożliwiają zakamuflowane podejście do portu i oferują przewagę wysokości dla atakującego, zwłaszcza Mont St. Lambert. Podczas dziwnej wojny (3 września 1939 – 10 maja 1940) Brytyjskie Siły Ekspedycyjne (BEF) były zaopatrywane przez porty położone dalej na zachód, takie jak Hawr i Cherbourg, ale porty pod kanałem La Manche również zostały wykorzystane po ustawieniu zapór minowych na kanale La Manche pod koniec 1939 r., aby zmniejszyć ryzyko niemieckich ataków na konwoje i zapotrzebowanie na eskortę. Kiedy w grudniu rozpoczęły się rotacyjne urlopy żołnierzy BEF, Boulogne zaczęto wykorzystywać do komunikacji i przemieszczania wojsk pomiędzy Francją i Anglią.

### Kampania francuska
10 maja 1940 roku Niemcy rozpoczęli Fall Gelb (plan żółty), ofensywę przeciwko Francji, Belgii i Holandii. W ciągu kilku dni Niemcy dokonali przełamania na środkowym odcinku frontu pod Sedanem i ruszyli na zachód w dół doliny rzeki Sommy. Ponieważ BEF wycofywał się przez Belgię do północnej Francji, potrzebnych było mniej żołnierzy zatrudnionych w logistyce, ponieważ linie komunikacyjne się skracały. Brytyjczycy zaczęli więc wycofywać nadwyżkę siły roboczej przez Boulogne i Calais, a 17 maja gen. maj. Douglas Brownrigg, adiutant generalny BEF, przeniósł tylną kwaterę główną z Arras do Boulogne, nie informując o tym swoich francuskich oficerów łącznikowych. Niemcy zajęli Abbeville u ujścia Sommy 21 maja, odcinając wojska alianckie w północnej Francji i Belgii od reszty ich sił dalej na południe.
Za obronę Boulogne odpowiadała francuska marynarka wojenna (Marine nationale), która posiadała garnizon składający się z 1100 ludzi w XIX-wiecznych fortach portowych, dowodzonych przez kpt. Dutfoy de Mont de Benque. Osiem brytyjskich 3,7-calowych dział przeciwlotniczych 2 Pułku Ciężkich Dział Przeciwlotniczych, osiem karabinów maszynowych 58 Pułku Lekkich Dział Przeciwlotniczych i bateria z 2 Pułku Szperaczy przybyły z Anglii 20 maja; Francuzi mieli dwa działa polowe 75 mm, dwa działa przeciwpancerne 25 mm i dwa czołgi, z których jeden nie nadawał się do użytku. 20 maja do Abbeville dotarły czołowe jednostki niemieckiego XIX Korpusu gen. Heinza Guderiana. Porty pod kanałem stały się dla aliantów jedynym środkiem zaopatrzenia, a jeśli to konieczne, ewakuacji. Wczesnym rankiem 21 maja, Dutfoy nakazał załodze złożonej z 1100 marynarzy wycofać się za grube średniowieczne mury Haute Ville, na wschód od rzeki Liane.
Dutfoy usłyszał alarmistyczne doniesienia o zbliżaniu się dużych sił niemieckich, najwyraźniej od gen. Jeana Pelissiera de Féligonde'a, dowódcy 137 Pułku Piechoty, który został zaatakowany przez niemieckie czołgi w Hesdin, 48 km na południowy wschód od Boulogne. Dutfoy nakazał swoim ludziom zniszczenie artylerii przybrzeżnej w fortach i skierowanie się do portu w celu ewakuacji; rozkazy te zostały potwierdzone przez innych oficerów. Dutfoy wyruszył do Dunkierki we wczesnych godzinach porannych, po czym drastycznie załamała się dyscyplina; włamano się do sklepu morskiego, a szabrownicy wypili sprzedawane tam napoje alkoholowe. Cywile wciąż czekający na wolne miejsca na statkach ewakuacyjnych zaczęli panikować, dopóki kpt. Poher, odpowiedzialny za spokój w porcie, nie zaczął grozić tłumowi bronią. Poher zdezerterował o godzinie 10:00, podczas gdy ostrzał z dział nadbrzeżnych trwał nadal. Część ludzi Dutfoya skontaktowała się z wiceadmirałem Marcelem Leclerkiem, zastępcą dowódcy Dunkierki, który nakazał zakonserwowanie pozostałych dział w celu obrony miasta. Podczas wizyty w Boulogne rankiem 22 maja Leclerc nakazał marynarzom walkę z Niemcami i oczekiwanie na pomoc ze strony armii francuskiej i brytyjskiej. Admirał Jean Abrial, francuski dowódca sił morskich Dunkierką, wydał rozkaz: „Macie prędzej umrzeć na swoich posterunkach jeden po drugim, niż poddać się…”.

## Preludium

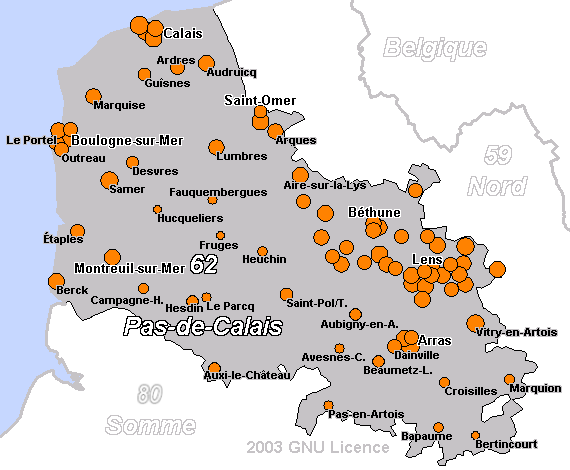
Mapa kantonu pokazująca Samer i Desvres na południowy wschód od Boulogne

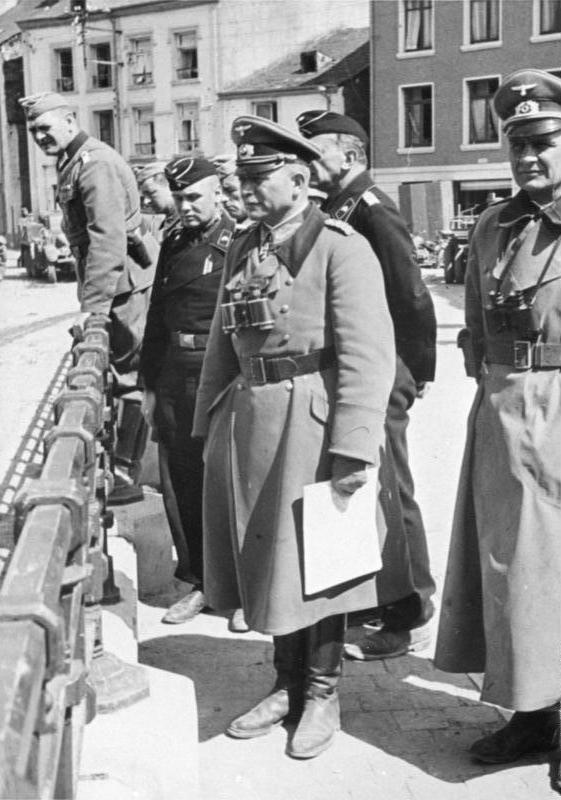
Gen. por. Heinz Guderian podczas kampanii francuskiej

### Alianckie przygotowania obronne
Oddział Royal Marines przybył do Boulogne wczesnym rankiem 21 maja. 20 Brygada Gwardii bryg. Williama Fox-Pitta, składająca się z 2. batalionu Gwardii Walijskiej i 2. batalionu Gwardii Irlandzkiej, trenowała tego dnia w Camberley, kiedy otrzymała rozkaz udania się do Francji. Wraz z brygadową kompanią przeciwpancerną i baterią 69 Pułku Przeciwpancernego Artylerii Królewskiej, gwardziści przybyli do Boulogne rankiem 22 maja na trzech statkach handlowych i niszczycielu HMS Vimy, eskortowani przez niszczyciele Whitshed i Vimiera. Francuska 21 Dywizja Piechoty gen. bryg. Pierre’a Louisa Félixa Lanquetota miała utrzymywać linię między Samer i Desvres, około 16 km na południe od miasta, gdzie przybyły już trzy bataliony. Następnego dnia z Calais spodziewano się dalszych posiłków brytyjskich, w tym pułku czołgów pościgowych.
Fox-Pitt rozmieścił swoich ludzi na wzgórzu poza miastem, współpracując z Lanquetotem, który zorganizował francuskie wojska w mieście. Gwardia Irlandzka utrzymywała prawą flankę na południowy zachód od rzeki w St. Léonard do wybrzeża w Le Portel, a Gwardia Walijska lewą flankę na północny wschód od rzeki na zachodnich zboczach Mont Lambert i wysoko położonym terenie przez St. Martin Boulogne, co tworzyło obwód obronny o łącznej długości 9,7 km. Blokady drogowe zostały założone przez grupę około 50 ludzi z 7 Pułku Royal West Kents pod miastem Albert, zaś około 100 ludzi z 262. kompanii polowej Inżynierów Królewskich i załogi dział przeciwlotniczych chroniły prawą flankę Gwardii Walijskiej, wzdłuż dróg wiodących do Boulogne od południa. Fox-Pitt zostawił lukę w linii obronnej pomiędzy lewą flanką Walijczyków a wybrzeżem dla swobodnego przejścia posiłków oczekiwanych z Calais. W mieście czekało na ewakuację 1500 żołnierzy 5 Grupy Auxiliary Military Pioneer Corps (AMPC), mieszanki wycofywanych rezerwistów i częściowo przeszkolonych żołnierzy, którzy czekali na ewakuację pod dowództwem ppłk. Donalda Deana. Pod dowództwem francuskim znajdowały się garnizony fortu oraz niektóre francuskie i belgijskie jednostki szkoleniowe o niskiej wartości wojskowej. Lanquetot powiedział Fox-Pittowi, że siły francuskie w Boulogne zostały „zwinięte”, z czego Fox-Pitt wywnioskował, że są gotowi się poddać.

### Niemieckie przygotowania ofensywne
Francusko-brytyjski kontratak pod Arras doprowadził Niemców do kontynuowania ataku na północ w kierunku portów pod kanałem La Manche, a nie na południe nad Sommą, a pod koniec 21 maja Oberkommando des Heeres nakazała Panzergruppe von Kleist posunąć się około 80 km na północ, aby zdobyć Boulogne i Calais. Obawa przed kolejnym kontratakiem doprowadziła jednak do powstrzymania XV Korpusu Armijnego, przesunięcia dywizji XLI Korpusu na wschód i odłączenia 10 Dywizji Pancernej XIX Korpusu w celu ochrony przed ewentualnym kontratakiem z południa. Elementy 1 Dywizji Pancernej gen. por. Friedricha Kirchnera i 2 Dywizji Pancernej gen. por. Rudolfa Veila, obie formacje z XIX Korpusu, również zostały zatrzymane w celu obrony przyczółków nad Sommą. 2 Dywizja Pancerna otrzymała rozkaz posunięcia się do Boulogne na linii z Baincthun do Samer, z 1 Dywizją Pancerną jako osłoną flanki po prawej stronie, zmierzającą do Desvres i Marquise w przypadku kontrataku z Calais.

## Bitwa

### 22 maja

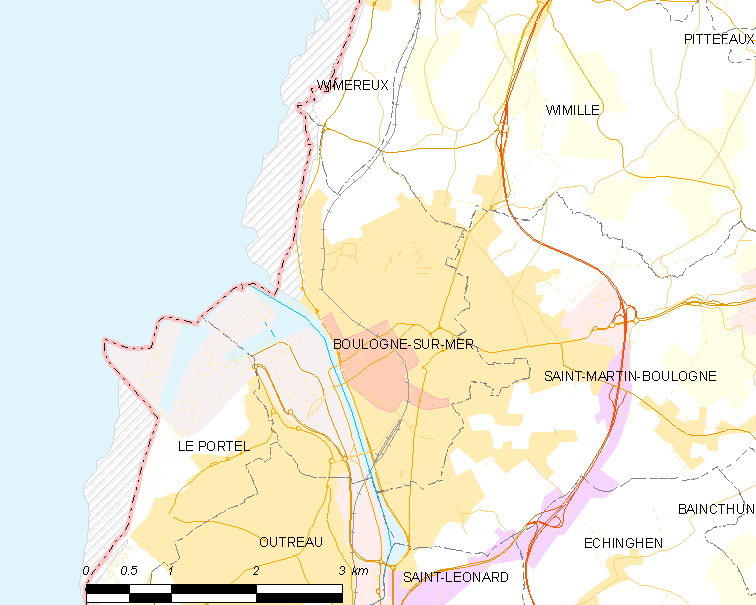
Współczesna mapa Boulogne i okolic

2 Dywizja Pancerna utworzyła dwie kolumny, z których jedna miała okrążyć miasto i zaatakować od północy. Kolumna południowa nawiązała pierwszy kontakt bojowy wczesnym popołudniem 22 maja z kompanią dowodzenia francuskiego 48 Pułku Piechoty i pojedynczych oddziałów 21 Dywizji. Francuscy kanceliści, kierowcy i sygnaliści ustawili dwa działa polowe 75 mm i dwa działa przeciwpancerne 25 mm, aby osłaniać skrzyżowania w Nesles, gdzie opóźniali Niemców o prawie dwie godziny, aż zostali oskrzydleni. Kolumna dotarła do przedmieść Boulogne wieczorem i zaczęła ostrzeliwać oraz rozpoznawać bojem pozycje Gwardii Irlandzkiej na południe od miasta. Irlandczycy obezwładnili jadący na czele niemiecki czołg i odparli późniejsze ataki, mimo że Niemcy wyparli jeden z ich wysuniętych plutonów. We wczesnych godzinach rannych Niemcy zaatakowali pozycje Gwardii Walijskiej wzdłuż wybrzeża z północnego wschodu, gdy zaczęli okrążać miasto, ale za każdym razem byli zmuszani do odwrotu. Brownrigg odszedł ze swoim personelem o 3:00 rano na niszczycielu HMS Verity, bez informowania o tym walczących gwardzistów. Tylko nielicznym żołnierzom 21 Dywizji Piechoty udało się zająć pozycje na blokadach drogowych w pobliżu Desvres, zanim dotarł do nich niemiecki atak. Francuzom udało się opóźnić tutaj 1 Dywizję Pancerną przez większość dnia 22 maja, zanim Fox-Pitt został poinformowany o 4:00 rano o tym, że Francuzi zostali zmuszeni do odwrotu do Boulogne przez niemieckie czołgi. Większość 21 Dywizji Piechoty, jadącej pociągiem do Boulogne, została zaatakowana przez niemieckie czołgi i rozproszona.

### 23 maja

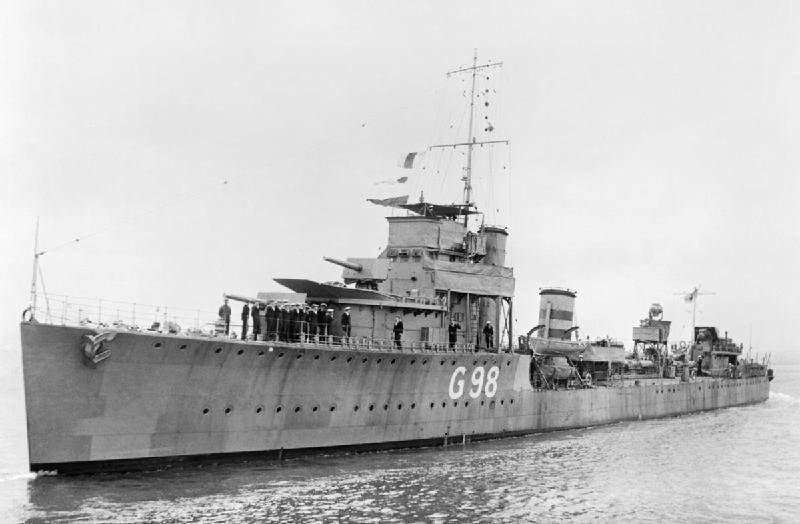
HMS Venomous, jeden ze starych brytyjskich niszczycieli z okresu I wojny światowej, użytych do ewakuacji Boulogne

Godzinę po świcie Fort de la Crèche niedaleko Wimereux, na północ od Boulogne, został zdobyty przez wojska niemieckie. Możliwość wzmocnienia z Calais została zniweczona przez pojawienie się niemieckich sił pancernych na północnym obwodzie. Fox-Pitt zdał sobie sprawę, że będzie musiał bronić portu tylko z dwoma batalionami Gwardii i różnymi oddziałami francuskimi i brytyjskimi, które już tam są. Żołnierze Auxiliary Military Pioneer Corps oczekujący na ewakuację zostali pospiesznie przeczesani pod kątem poszukiwania ludzi z jakimkolwiek doświadczeniem bojowym i uzbrojeni w karabiny odebrane pozostałym. 800 żołnierzy sił AMPC zostało przerzuconych w luki pomiędzy dwoma batalionami Gwardii, kolejnych 150 wysłano w celu wzmocnienia Gwardii Walijskiej. Strzelcy przeciwlotniczy strzegący południowych dróg zniszczyli dwa niemieckie czołgi swoimi 3,7-calowymi działami przeciwlotniczymi, a następnie wycofali się.
Niemcy rozpoczęli manewr okrążający przeciwko pozycjom Gwardii Walijskiej i Irlandzkiej, a do godziny 10:00 południowe ramię manewru, wspierane przez artylerię i lotnictwo, sprawiło, że otwarte zbocza wokół miasta stały się dla aliantów nie do utrzymania; gwardziści zostali zmuszeni do odwrotu do miasta. Fliegerkorps VIII gen. maj. Wolframa von Richthofena wysłał Ju 87 Stuka do zniszczenia fortyfikacji w Boulogne, co było bardzo pomocne dla sił atakujących. Niszczyciel Vimy przybył w południe z Force Buttercup, oddziałem Royal Marines, rozpoczynając okrętowanie rannych i nieumiejących walczyć żołnierzy AMPC. Fox-Pitt otrzymał rozkaz od kapitana Vimy, aby za wszelką cenę utrzymać Boulogne, ponieważ jego łączność radiowa z Anglią została utracona wcześniej tego dnia. Okręty Royal Navy i flotylla francuskich niszczycieli dowodzona przez kpt. Yves’a Urvoya de Portzamparca, składająca się z dużych niszczycieli Chacal i „Jaguar” z mniejszymi niszczycielami Fougueux, Frondeur, Bourrasque, Orage, „Foudroyant”, Cyclone, Siroco i Mistral, dały wsparcie ogniowe oddziałom na obrzeżach miasta.
| Okręty    | Żołnierze |
| --------- | --------- |
| Keith     | 180       |
| Vimy      | 150       |
| Whitshed  | 580       |
| Vimiera   | 1955      |
| Wild Swan | 400       |
| Windsor   | 600       |
| Venomous  | 500       |
| Razem     | 4365      |

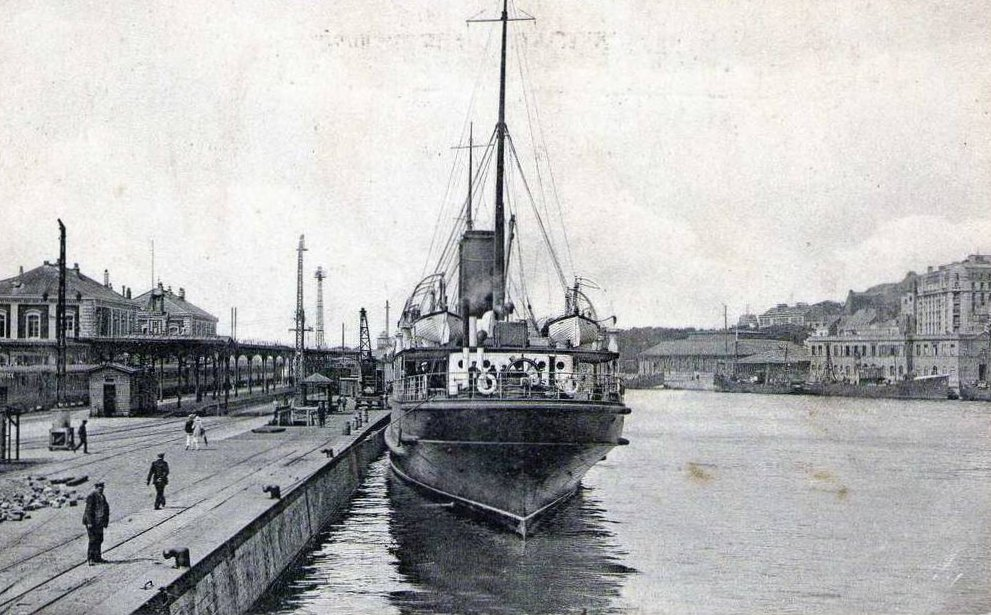
Przedwojenne zdjęcie Gare Maritime w Boulogne, przedstawiające nabrzeże używane przez brytyjskie niszczyciele podczas ewakuacji

Dowódca niemieckiej 2 Dywizji Pancernej ocenił, że Brytyjczycy i Francuzi w Boulogne „walczyli zaciekle o każdy centymetr ziemi” i nie potrafił stwierdzić, czy Brytyjczycy ewakuują, czy wzmacniają port. Podczas przerwy w walkch tego popołudnia niszczyciel HMS Keith zacumował i rozpoczął okrętowanie żołnierzy AMPC. Nalot Luftwaffe został zakłócony przez Spitfire'y z 92 Eskadry RAF-u, ale dowódcy obu brytyjskich niszczycieli zginęli odłamków bomb. Frondeur został trafiony i unieruchomiony przez bombowce nurkujące Stuka z I./Sturzkampfgeschwader 77, Orage został zatopiony, a brytyjski niszczyciel Whitshed uszkodzony w wyniku bliskiego trafienia w wodę. 92 Eskadra straciła pięć samolotów; dwóch pilotów zginęło, dwóch zostało schwytanych, a jeden ranny. Jeden brytyjski myśliwiec został zestrzelony przez Messerschmitt Bf 109, a pozostałe cztery przez Messerschmitty Bf 110. Do 15:00 Fox-Pitt wycofał brygadę na pozycje w mieście i przeniósł swoją kwaterę główną bliżej nabrzeża, aby mieć lepszy kontakt z niszczycielami, jego jedynym łącznikiem z Londynem. W obliczu niemieckiej artylerii, która ostrzeliwała doki, wysłał wiadomość do Londynu, meldując, że „sytuacja jest poważna”. Krótko przed 18:00 Keith otrzymał rozkaz natychmiastowej ewakuacji Brytyjczyków i powiadomienie, że pięć niszczycieli może albo stać przy Boulogne, dając wsparcie ogniowe siłom lądowym, albo wracać do Anglii. Fox-Pitt zdecydował się kontynuować ewakuację AMPC, podczas gdy Gwardia przeprowadzała bojowy odwrót w stronę portu, lecz komunikacja z wojskami brytyjskimi na obwodzie była możliwa tylko przez pieszych łączników. Mosty utrzymywane przez Gwardię zostały wysadzone przez Królewskich Inżynierów, zanim Gwardia Irlandzka zabarykadowała ulice przewróconymi pojazdami i wycofała się do portu. 800 żołnierzy AMPC dowodzonych przez Deana było ostatnimi, którzy wycofali się w granice miasta, ponieważ Dean był z dala od swojej kwatery dowodzenia, kiedy nadeszły rozkazy odwrotu. Uzbrojeni tylko w karabiny powtarzalne, rezerwiści mieli nadzieję zatrzymać Niemców na prowizorycznych barykadach blokujących drogi i twierdzili, że zniszczyli jeden czołg, zapalając pod nim benzynę. Dean wykorzystał swoje rezerwy, aby uwolnić dwa wysunięte stanowiska, które zostały odcięte, co doprowadziło do zaciekłej walki wręcz.
Vimiera i Whitshed zastąpiły Vimy i Keith, zabierając na pokład wielu żołnierzy Royal Marines i Gwardii. Port był pełen statków, ale mimo to dwóm grupom sztukasów, liczącym razem około 60 samolotów, nie udało się trafić w żaden okręt. Jednako bomby uderzające w nabrzeże w pobliżu Vimy i Keitha spowodowały ofiary wśród załóg tych statków. Niszczyciele HMS Venomous i Wild Swan przybyły do portu i zaczęły okrętowanie żołnierzy Force Buttercup oraz reszty Gwardii Irlandzkiej. Z Niemcami na pozycjach z widokiem na port gwardziści i okręty toczyły pojedynki z niemiecką artylerią. Niemieckie czołgi zbliżające się do nabrzeża zostały obezwładnione przez 4,7-calowe działa Venomousa, jeden czołg obracał się „w kółko, jak dziecko na kole od wozu”. Niemieckie działa polowe ostrzelały port, gdy niszczyciel Venetia przechodził przez wąski kanał wejściowy i kilkakrotnie trafiły w ten okręt. Na pokładzie wybuchły pożary, ale Venetia został wycofany i ustąpił miejsca Venomous oraz Wild Swan, które również zostały trafione i odeszły z poru w odwrotnej kolejności, Venomous z uszkodzonym sterem.

### 24–25 maja

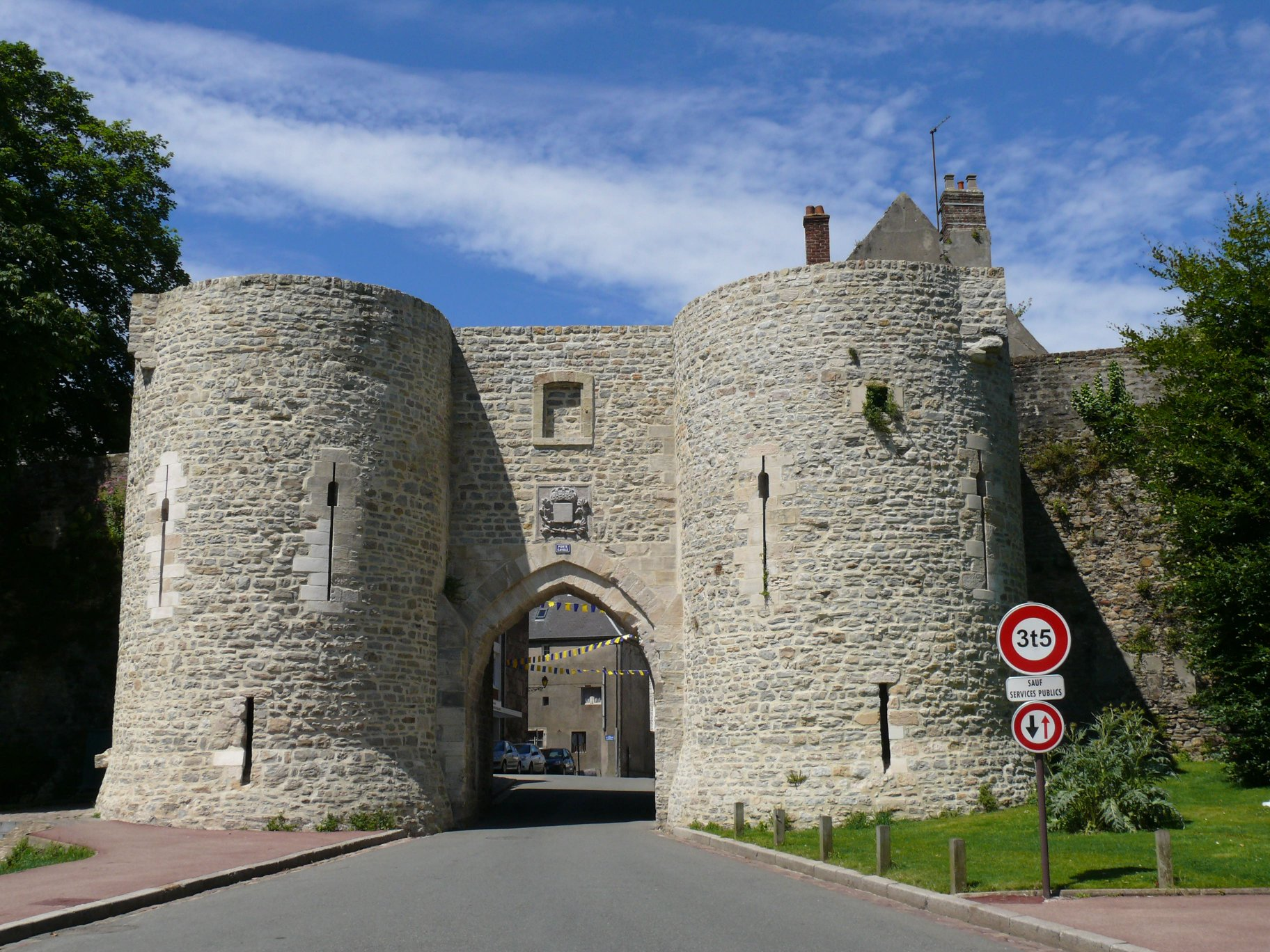
Brama w średniowiecznych murach miejskich Boulogne, broniona przez oddziały 21 Dywizji Piechoty

Niszczyciel HMS Windsor przybył po zmroku i kontynuował ewakuację aż do zabrania tylu żołnierzy, ilu pomieścił. W drodze do Anglii kapitan okrętu zasygnalizował, że na miejscu nadal są wojska brytyjskie potrzebujące ewakuacji, dlatego Vimiera został wysłany z powrotem i przybył do Boulogne o 1:30 w nocy. Nabrzeże było puste, lecz kiedy kapitan zawołał przez megafon, wielu żołnierzy wyszło z ukrycia; załodze udało się wcisnąć ich na pokład. Kiedy Vimiera przybył do Dover o 4:00 rano, wysiadło z niej 1400 żołnierzy (wśród nich aktor Arnold Ridley). Większość sił brytyjskich została ewakuowana, ale w Boulogne pozostało około 300 żołnierzy Gwardii Walijskiej. Brak bezprzewodowych zestawów łączności spowodował, że trzy kompanie transportowe Gwardii Walijskiej nie miały kontaktu z dowództwem, a zanim dowiedziały się o ewakuacji, dwie z nich zostały odcięte od doków. Kompanie podzieliły się więc na mniejsze grupy i próbowały przebijać się na północny wschód. Gen. Lanquetot stacjonował w Haute Ville, czekając na przybycie elementów 21 Dywizji. Kiedy odkrył katastrofę, jaka spotkała jego jednostkę, zorganizował obronę miasta najlepiej, jak potrafił w tamtych okolicznościach.
Niemieckie ataki na miasto o 18:00 i 20:00 zostały odparte, a niektóre niemieckie czołgi zniszczono. Francuska marynarka wojenna kontynuowała wsparcie ogniowe, ale Fougueux i Chacal zostały uszkodzone przez samoloty Luftwaffe; Chacala dobiła następnego dnia niemiecka artyleria. W nocy około 100 francuskich żołnierzy próbowało przebijać się w kierunku Dunkierki, ale nie udało im się to. O świcie 25 maja Niemcy podjęli atak na francuską kwaterę dowodzenia z użyciem granatów i miotaczy ognia, wspomaganych działami 88 mm, a o 8:30 rano Lanquetot poddał się. Wojska niemieckie były wspierane przez ataki sztukasów ze Sturzkampfgeschwader 2. Niemieckie samoloty zburzyły miasto i po raz pierwszy spotkały się z maszynami z RAF Fighter Command, tracąc cztery samoloty nad Boulogne i Calais.
Ostatnią jednostką brytyjską w Boulogne była 3. kompania Gwardii Walijskiej pod dowództwem mjr. Windsora Lewisa; kompania dotarła do doków dopiero o świcie, kiedy Vimiera już odpłynął. Lewis przejął dużą grupę maruderów w szopach na nabrzeżu, składającą się z brytyjskich gwardzistów, 120 żołnierzy francuskiej piechoty, 200 rezerwistów z AMPC, 120 Królewskich Inżynierów i 150 cywilnych uchodźców; większość z nich była nieuzbrojona. Kiedy szopy znalazły się pod ostrzałem Niemców, Lewis przeniósł grupę do Gare Maritime i kazał zbudować barykady z workami z piaskiem. Wieczorem 24 maja pod ostrzałem z czołgów i karabinów maszynowych alianci odparli niemiecką grupę, która zbliżyła się łodzią do nabrzeża. Bez jedzenia, amunicji i pozbawieni nadziei na ewakuację, ostatni obrońcy poddali się o godzinie 13:00 25 maja. Niemcy schwytali w Boulogne 5000 żołnierzy alianckich, z których większość stanowili Francuzi. Wielu jeńców pracowało następnie przy naprawie fortyfikacji portowych, aby stawić opór ewentualnemu brytyjskiemu desantowi morskiemu w przyszłości.

## Następstwa

### Analiza

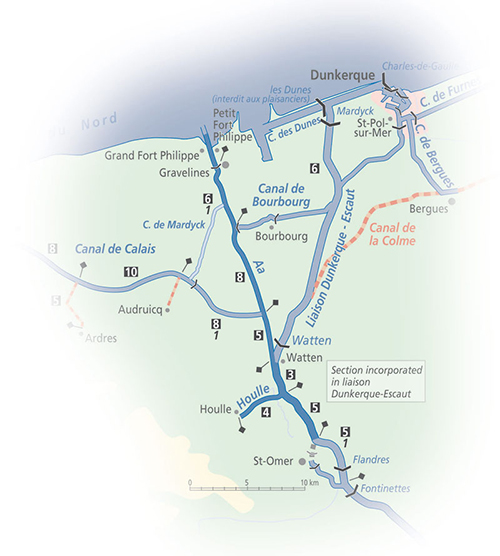
Rzeka Aa i wpadające do niej szlaki wodne na zachód od Dunkierki

Oficjalny historyk brytyjski Lionel Ellis napisał, że bitwa o Boulogne pokazała, „jak łatwo mogą powstać nieporozumienia pomiędzy sojusznikami w tak zagmatwanej sytuacji”. 20 Brygada Gwardii wycofała się w kierunku przedmieść Boulogne rankiem 23 maja, po odparciu ataków ze wszystkich stron po godzinie 7:30. Gen. Lanquetot zasygnalizował, że Brytyjczycy wycofują się w pośpiechu, być może nieświadomi tego, jak zaciekle francuskie dowództwo krytykowało ich odwrót. Komunikacja między Fox-Pittem a francuską kwaterą główną w cytadeli została przerwana przez niemieckie natarcie pomiędzy cytadelą a pozycjami Gwardii w dolnej części miasta. Fox-Pitt otrzymał rozkaz ewakuacji wojsk brytyjskich, ale nie Francuzów. Rankiem 24 maja, kiedy Lanquetot odkrył, że Brytyjczycy odeszli, Francuzi narzekali na brytyjską „dezercję”. Z punktu widzenia Brytyjczyków, gwardziści zostali wysłani do Boulogne w bardzo krótkim czasie w celu utrzymania portu przeładunkowego dla BEF, a gdy stał się on zbędny, dwa bataliony niewystarczające do utrzymania miasta zostały wycofane.
Zarzuty, że Brytyjczycy opuścili Francuzów, mogły wpłynąć na brytyjskiego premiera Winstona Churchilla, który nakazał garnizonowi w Calais walkę do końca. Decyzja ta była kontrowersyjna, ponieważ Brytyjczycy mogli zostać ewakuowani z Calais po spowolnieniu niemieckiego natarcia w kierunku Dunkierki. Ellis napisał, że pięciogodzinne opóźnienie ataku XIX Korpusu na Boulogne w dniu 22 maja, na rozkaz gen. Ewalda von Kleista, zostało skrytykowane w dzienniku wojennym Korpusu. Utrzymanie 10 Dywizji Pancernej w rezerwie podczas ataków na Boulogne i Calais oznaczało, że linia kanału Aa, zachodnia część umocnień Dunkierki, nie mogła być atakowana jednocześnie. Bez tego opóźnienia przygotowania 20 Brygady Gwardii do obrony w Boulogne również mogły nie zostać zakończone na czas. Długa, odsłonięta flanka Grupy Armii A, niepewne niemieckie pozycje pod Amiens i Abbeville oraz alianckie kontrataki pod Arras oznaczały, że umiarkowanie korzystna sytuacja, w jakiej znajdowali się Niemcy 22 maja, mogła się szybko zmienić na korzyść aliantów. Niemieckie opóźnienie nie było nadmierne, ponieważ nie było wiadomo, czy aliancki kontratak na Arras się zakończył. W 1954 roku historyk marynarki wojennej, Stephen Roskill, napisał, że postęp XIX Korpusu w kierunku Dunkierki został opóźniony, a obrona Boulogne „niewątpliwie przyczyniła się do tego” i pomogła aliantom w bitwie pod Dunkierką (26 maja – 4 czerwca). Gwardia Walijska i Irlandzka otrzymała za tę bitwę tytuł bojowy „Boulogne 1940”.